# Mexicos uafhængighedskrig
Mexicos uafhængighedskrig, der varede fra 1810 til 1821, var Mexicos kamp for uafhængighed fra det spanske kolonistyre. Krigen begyndte som idealistiske bønders oprør mod deres koloniherrer, men sluttede med en usandsynlig allicance mellem liberales (liberale) og conservadores (konservative), der sammen kæmpede for at gøre Mexico til et selvstændigt land.
Uafhængighedskrigen varede i 11 år, før befrielsestropper i 1821 indtog Mexico City. Selv om uafhængigheden fra Spanien blev erklæret i 1810, blev den altså ikke opnået før i 1821.